# 동백나무
동백나무(冬柏, 학명: Camellia japonica 카멜리아 야포니카[*])는 대한민국 남부와 일본, 중국에 자생하는 늘푸른큰키나무(常綠喬木)이다. 꽃은 한자어로 춘백(春柏)이라고 부르기도 한다.

## 특징 및 생태
동백나무는 다 자라면 6~9 미터 정도가 된다. 10월초부터 해를 넘겨 4월까지 꽃을 피우고 열매에는 세 쪽의 검은색 씨가 들어있다. 붉은색이나 흰색, 분홍색 꽃이 피기도 한다. 술은 통 모양의 단체 수술이며, 꽃밥은 황색이다. 잎은 윤기나는 단단한 타원형으로 잎 가장자리는 작은 톱니 같이 되어있다. 잎차례는 어긋나기이다. 줄기는 회백색으로 단단하며 가지가 많이 갈라진다.
주로 산지·해안·촌락 부근에서 자라며, 한반도에서는 중부 이남에 분포하고 있다. 동쪽으로는 울릉도, 서쪽으로는 대청도까지 올라간다. 육지에서는 충청남도 서천군 서면 마량리의 것이 가장 북쪽이고, 내륙에서는 지리산 산록에 위치한 화엄사 경내에서 자라는 것과 전북특별자치도 고창군 아산면 삼인리의 선운사 경내에서 자라는 것들이 가장 북쪽에 위치한 것이다.
동백은 조매화로 새의 도움으로 수분을 한다. 이 동백나무의 꿀을 먹고 사는 새가 동박새이다. 동백도 꿀이 있기는 하지만 너무 이른 시기에 꽃이 피어 수분에 곤충의 도움을 받지 못한다.
기온이 오르는 2월 ~ 4월에는 곤충(꿀벌)도 수분활동에 도움을 준다. 특히, 기후가 따듯한 제주도에서는 2월에도 동박새 외에 꿀벌이 많이 찾아온다.
동백나무는 싹이 틀 때까지 7개월 걸린다.

## 종류

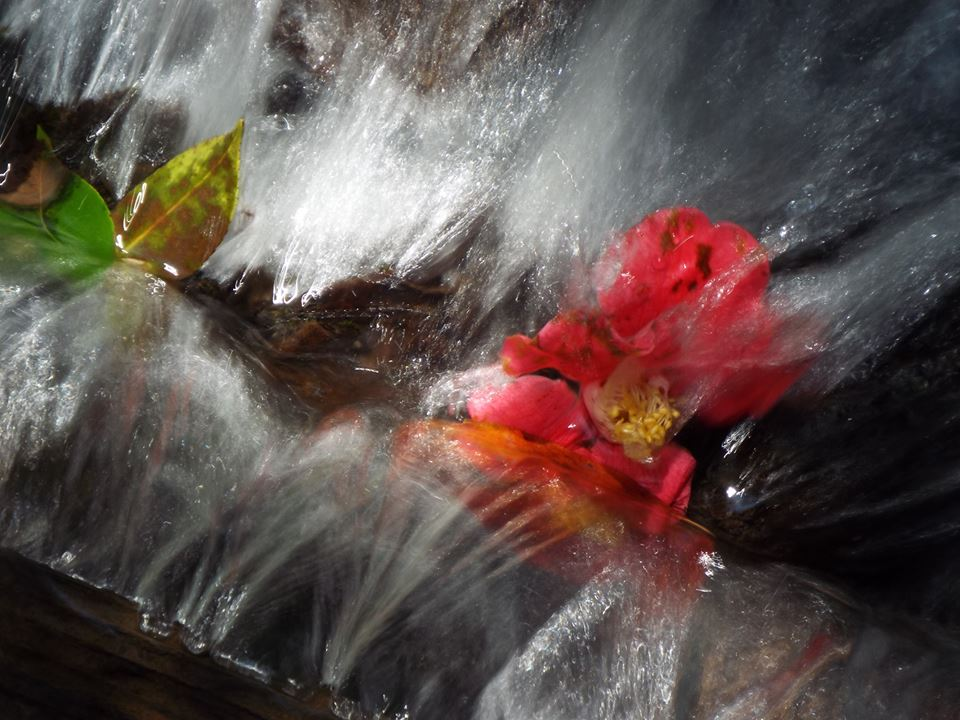
Ochi-Tsubaki

동백나무의 속명이자 영칭은 예수회 소속의 식물학자 게오르그 요세프 카멜 (Georg Joseph Kamel)이 이름 붙여준 것이다. 종소명 야포니카(japonica)는 1753년 칼 폰 린네가 부여해준 명칭이다. 동백나무는 학명과는 달리 실제 원산지는 중국이다. 송나라 시절, 15개의 재배종이 문헌에 최초로 기록되었다. 학명이Camellia japonica가 된 이유는 엥겔베르트 캠퍼(Engelbert Kaempfer)가 유럽인들 중 일본에 있던 동백나무를 최초로 보고한 사람이기 때문이다.
동백나무의 재배종은 <중국 식물지>(Flora of China)에 따라 두 가지로 구분한다.(C. japonica var. japonica 및 C. japonica var. rusticana)

### 동백나무
동백나무(C. japonica var. japonica)는 해발고도 300~1100m 사이에서 자연적으로 숲을 이루고 있으며중국 본토의 산둥성, 제지앙 동부, 대만, 일본 남부 및 대한민국에 분포해 있다. 잎에는 약 1cm 길이의 털이 없는 잎자루가 달린다. 소포엽 및 꽃받침(花托)에는 비로드 천에 난 것과 비슷한 털이 있다. 1~3월에 꽃이 피며, 9~10월에 열매가 익는다. 전세계 도처에서 수많은 재배식물의 형태로 조경수로 기른다.

### 눈동백나무

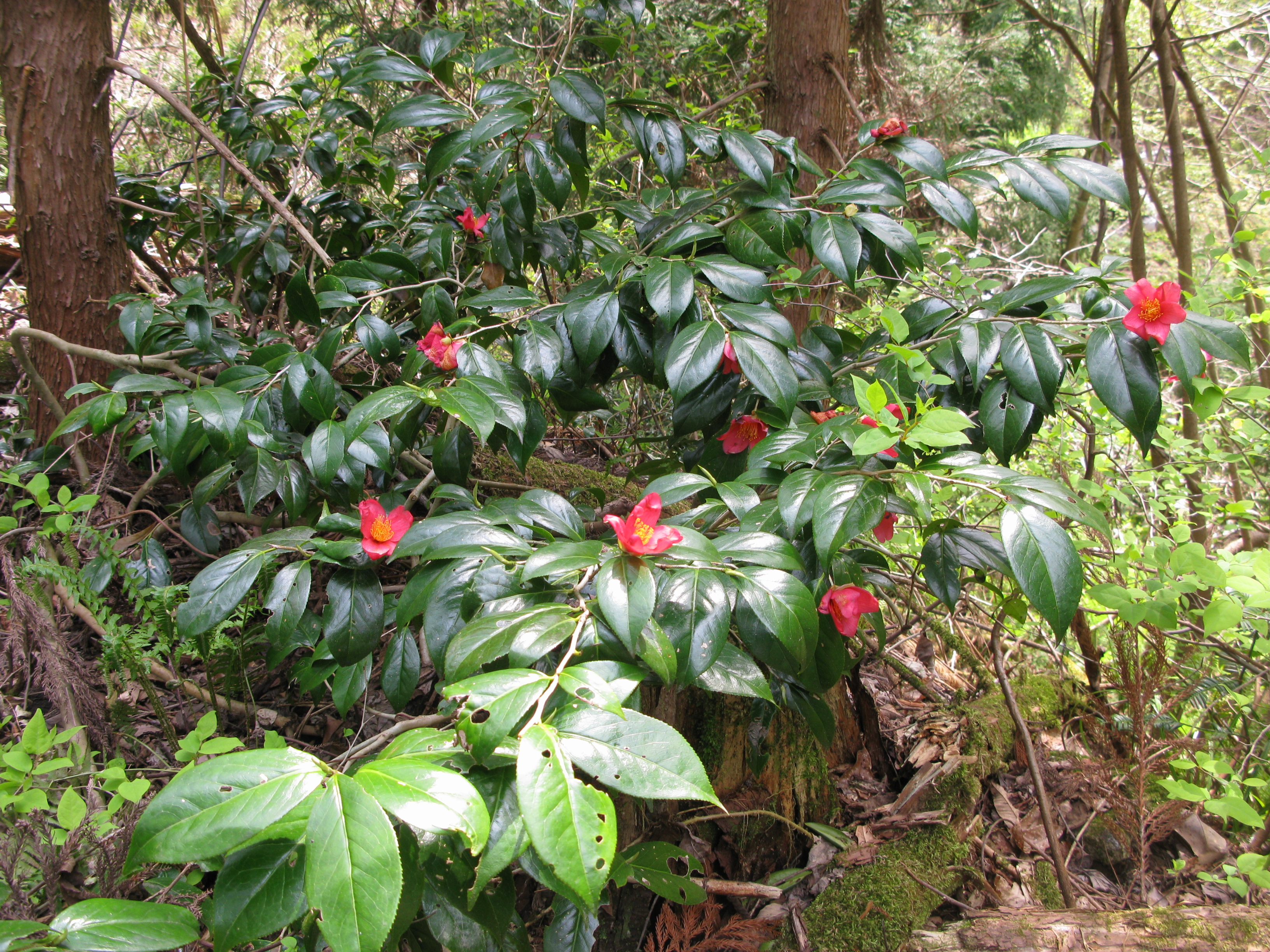
일본 후쿠시마현 아이즈구의 야생구역에 자리한 눈동백나무

설동백(Camellia japonica var. rusticana (Honda) T. L. Ming)은 원래 중국의 중국 원산으로 야생에서 숲을 이룬다. 잎자루는 길이 5mm 정도로 동백나무보다 더 짧으며, 엽저에 고운 솜털이 나 있다. 소포엽 및 화탁은 바깥면이 맨들맨들하다. 꽃의 색은 빨간색 또는 분홍색을 띠고, 4~5월에 꽃이 핀다. 이 재배식물은 일부 식물학 권위자의 견해에 따라 별개의 종(Camellia rusticana)으로 취급하기도 한다.
설동백은 해발고도가 낮게는 120 미터 (400 ft)에서 최대 1,100 미터 (3,500 ft)에 이르는 다설지역에서 자연발생하며, 동해와 맞대고 있는 혼슈 섬 북부의 산악 지역에 분포해 있는 일본너도밤나무 밑의 경사지에서 자란다. 12월에는 북쪽에서 눈이 더 많이 내려, 최대 2.4 미터 (8 ft) 깊이로 덮인다. 12월부터 3월 말까지 눈으로 덮여 있다 이른 봄에 눈이 녹고 꽃을 피우기 시작한다.

## 이용
대부분 관상용이며, 씨에서 기름을 짜 동백기름을 만든다. 예전에는 동백기름을 머리에 발라 윤기가 흐르게 하였다. 목재는 엷은 누런색이거나 갈색으로 가구재, 조각재, 세공재로 사용한다. 종자는 약용으로 쓰이기도 한다. 또한 동백나무의 꽃은 산다화라고 하며, 다류로 사용되기도 한다.

## 문화
제주도에서는 꽃이 떨어지는 모습이 목이 잘리는 것과 같다고 불길하다고 보는 이도 있으며, 이 나무를 심으면 집에 도둑이 든다하여 꺼리기도 한다. 부산광역시에서는 동백꽃과 동백나무를 부산광역시를 상징하는 꽃과 나무로 지정했다.
베르디의 오페라 《라 트라비아타》로도 만들어진 알렉상드르 뒤마 피스의 소설 《춘희》(La Dame aux camélias)의 제목은 ‘동백의 여인’이란 뜻이다.

## 문화재
- 옹진 대청도 동백나무 자생북한지 (천연기념물 제66호)
- 강진 백련사 동백나무 숲 (천연기념물 제151호)
- 서천 마량리 동백나무 숲 (천연기념물 제169호)
- 고창 선운사 동백나무 숲 (천연기념물 제184호)
- 거제 학동리 동백나무 숲 및 팔색조번식지 (천연기념물 제233호)
- 광양 옥룡사 동백나무 숲 (천연기념물 제489호)
- 나주 송죽리 금사정 동백나무 (천연기념물 제515호)
- 신흥동백나무군락 (제주특별자치도 기념물 제27호)
- 위미동백나무군락 (제주특별자치도 기념물 제39호)
- 충렬사동백나무 (경상남도 기념물 제74호)
- 거제외간리동백나무 (경상남도 기념물 제111호)
- 해남 서동사 동백나무·비자나무 숲 (전라남도 기념물 제245호)

## 사진첩

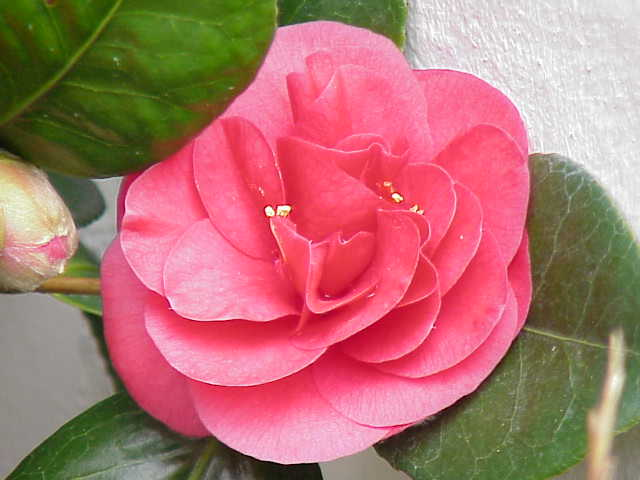
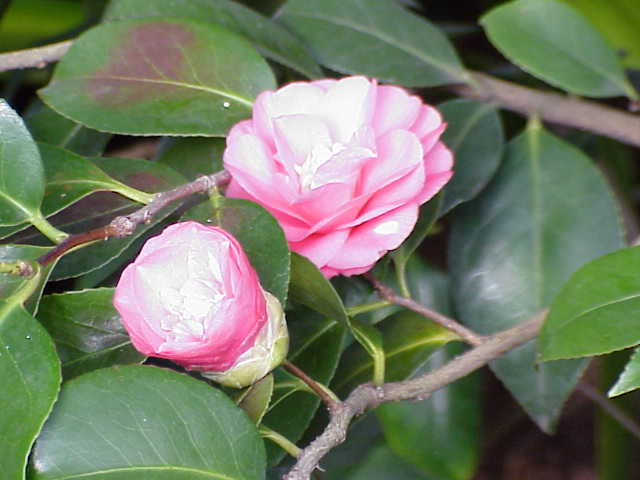
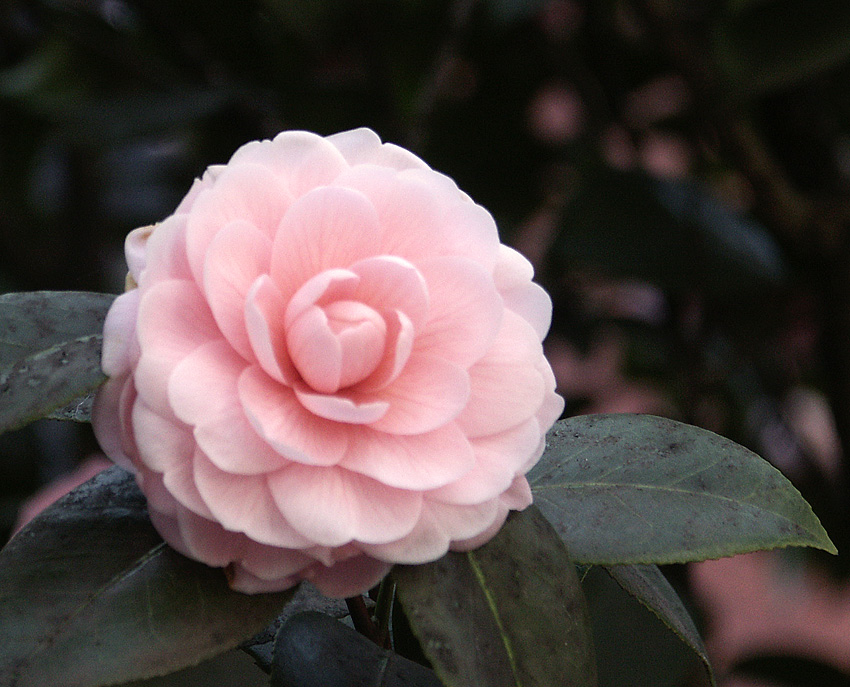
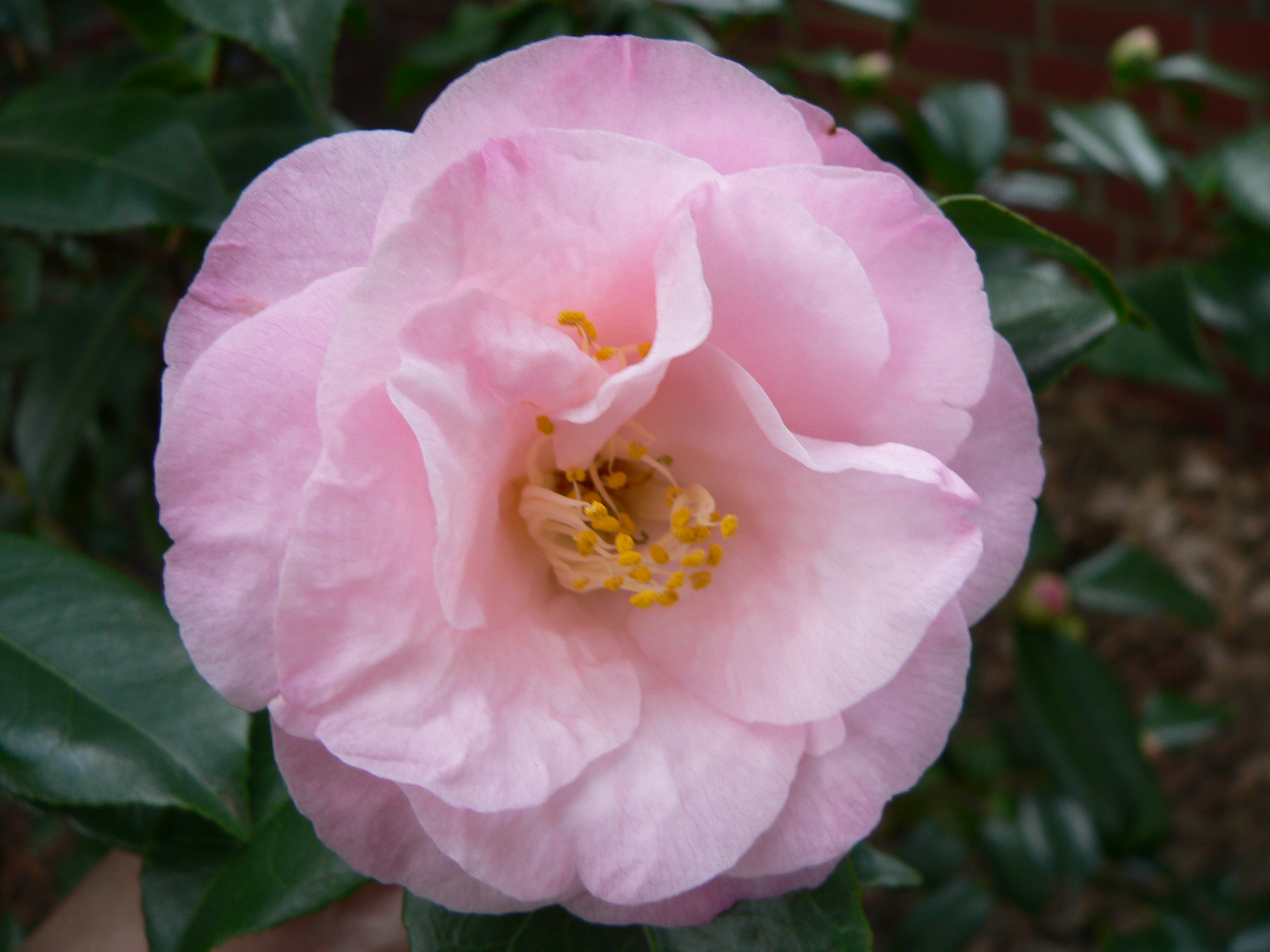
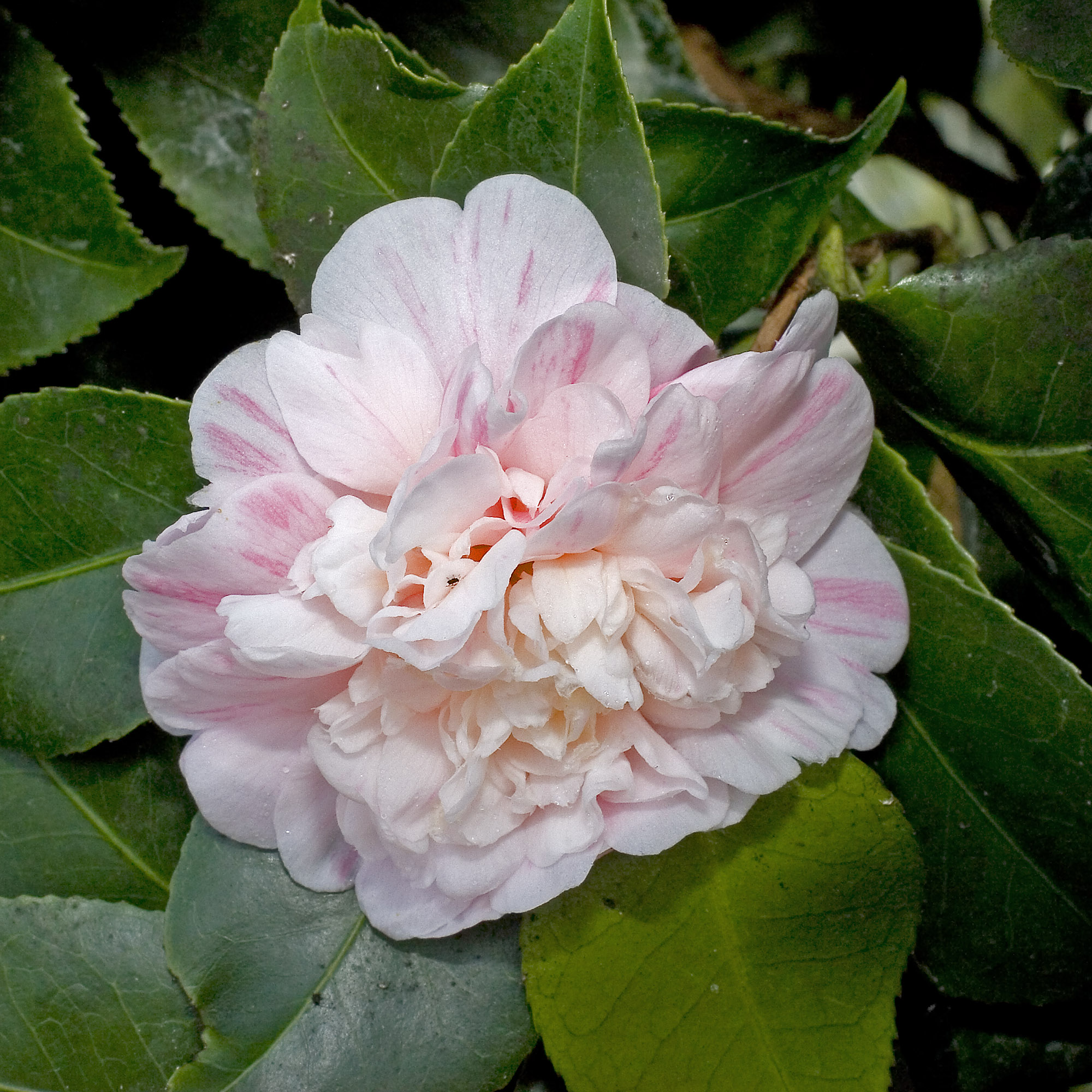
Cultivar Colombo
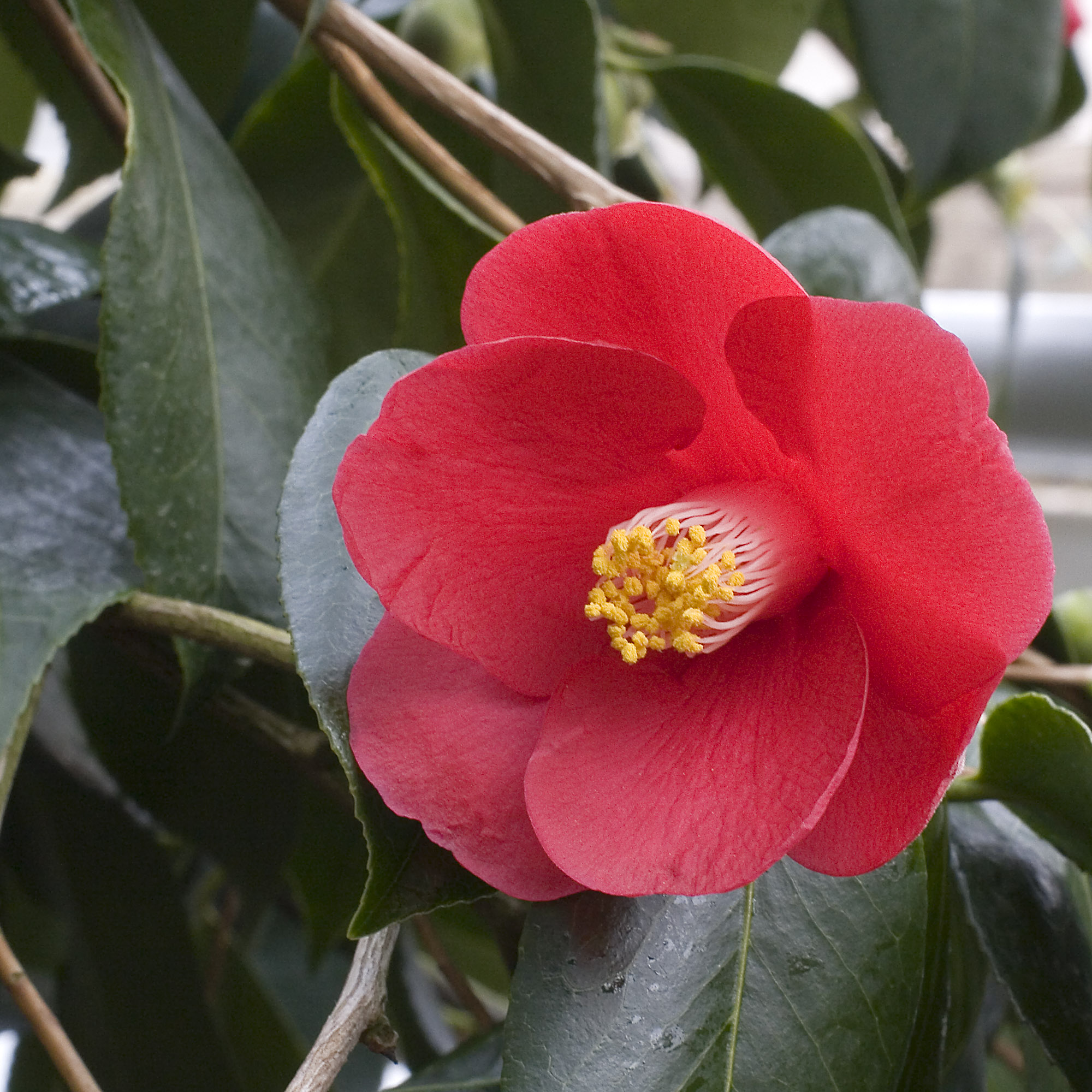
Cultivar Ashiya
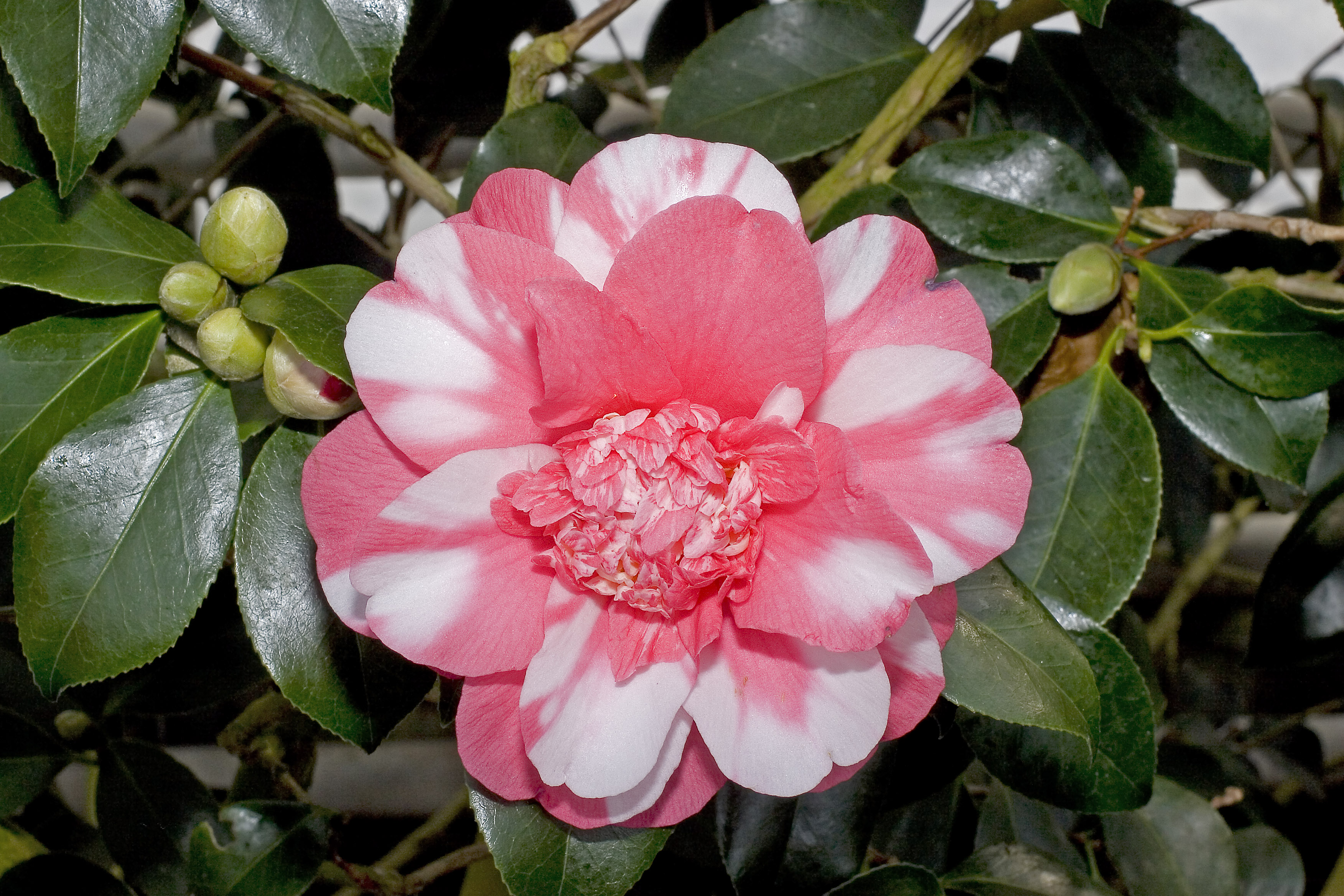
Cultivar Chandlers Elegance
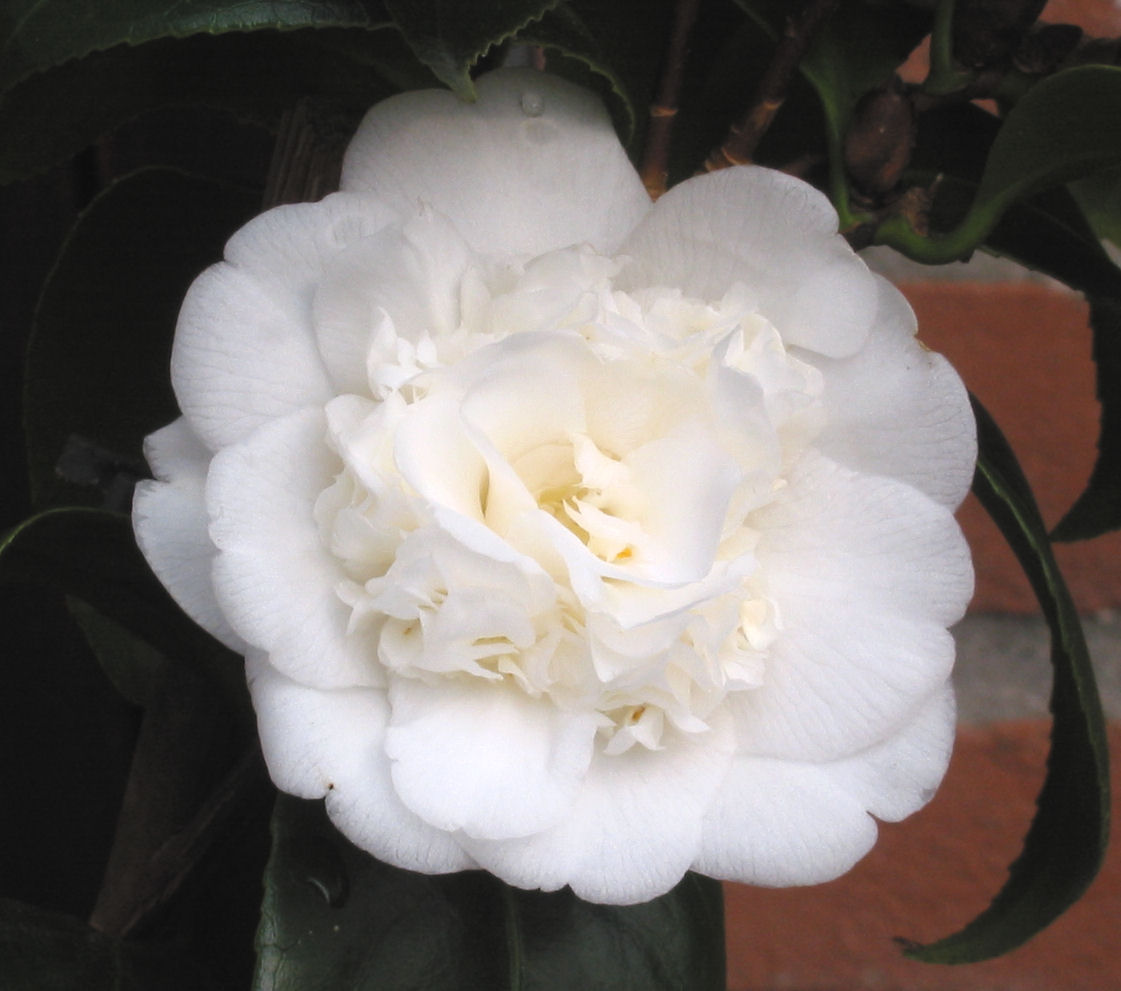
Cultivar Nobilissima
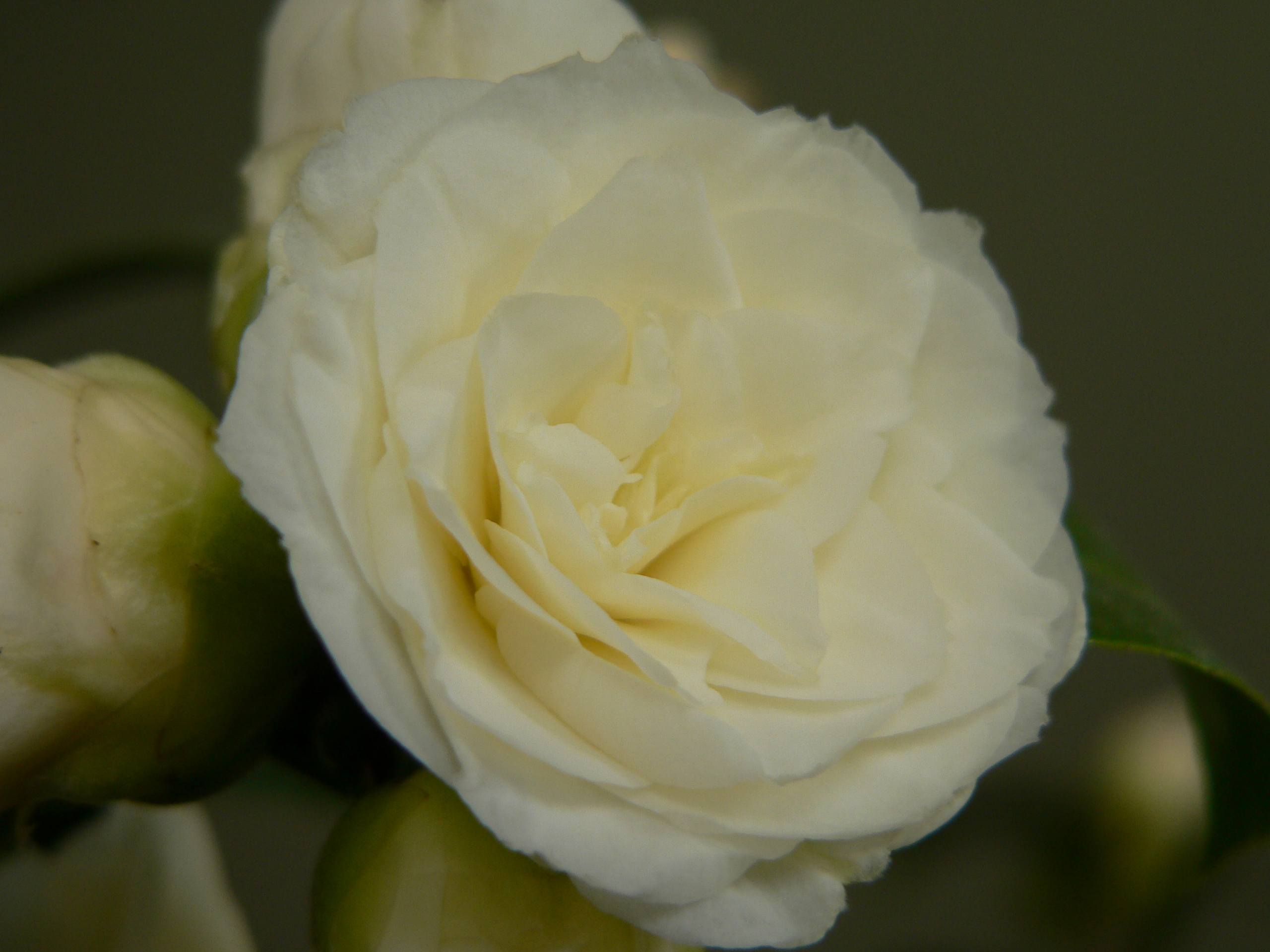
Cultivar Alba plena
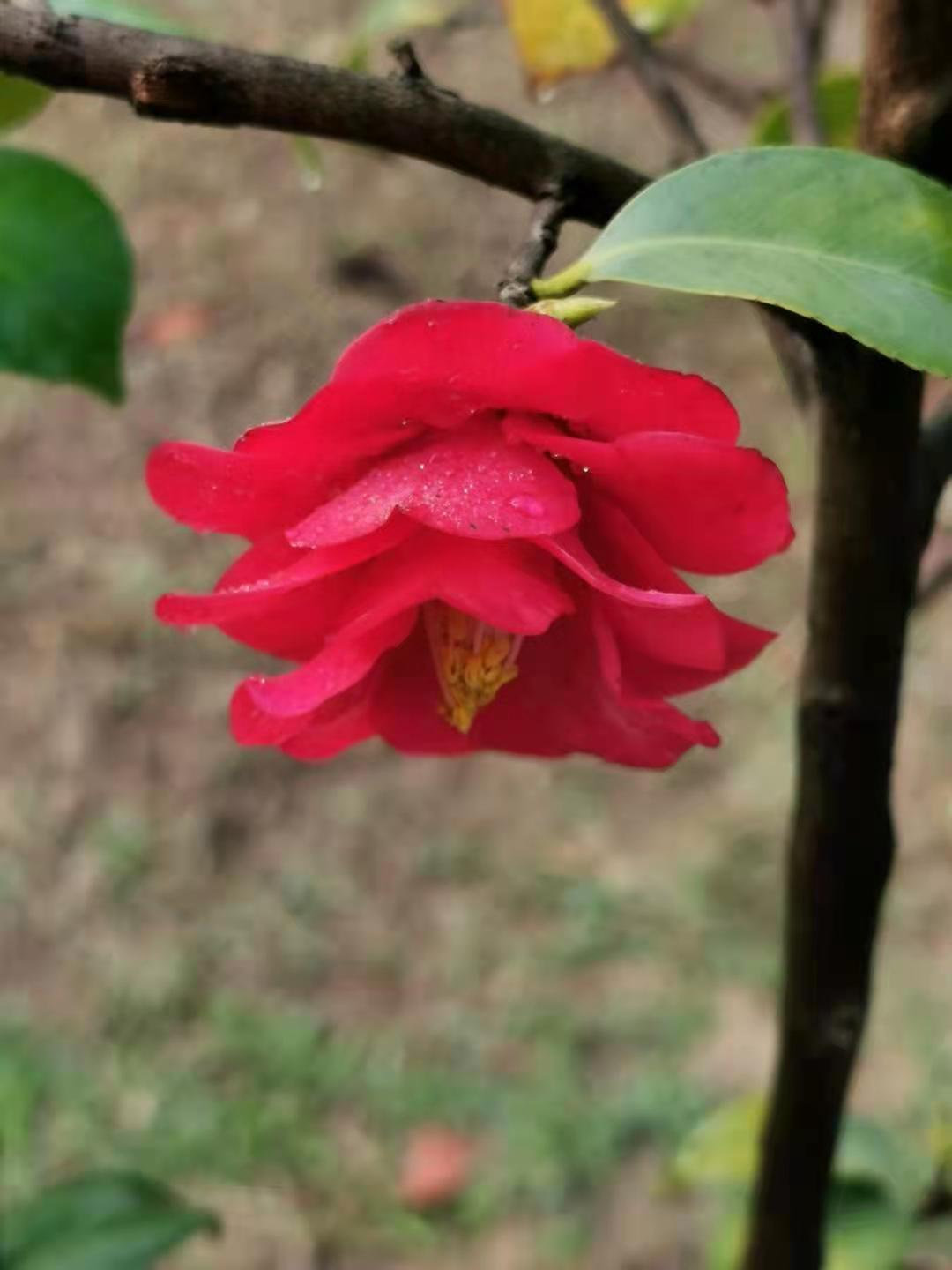
'Songzi'（Pine Cone）